# Zypern-Pfund

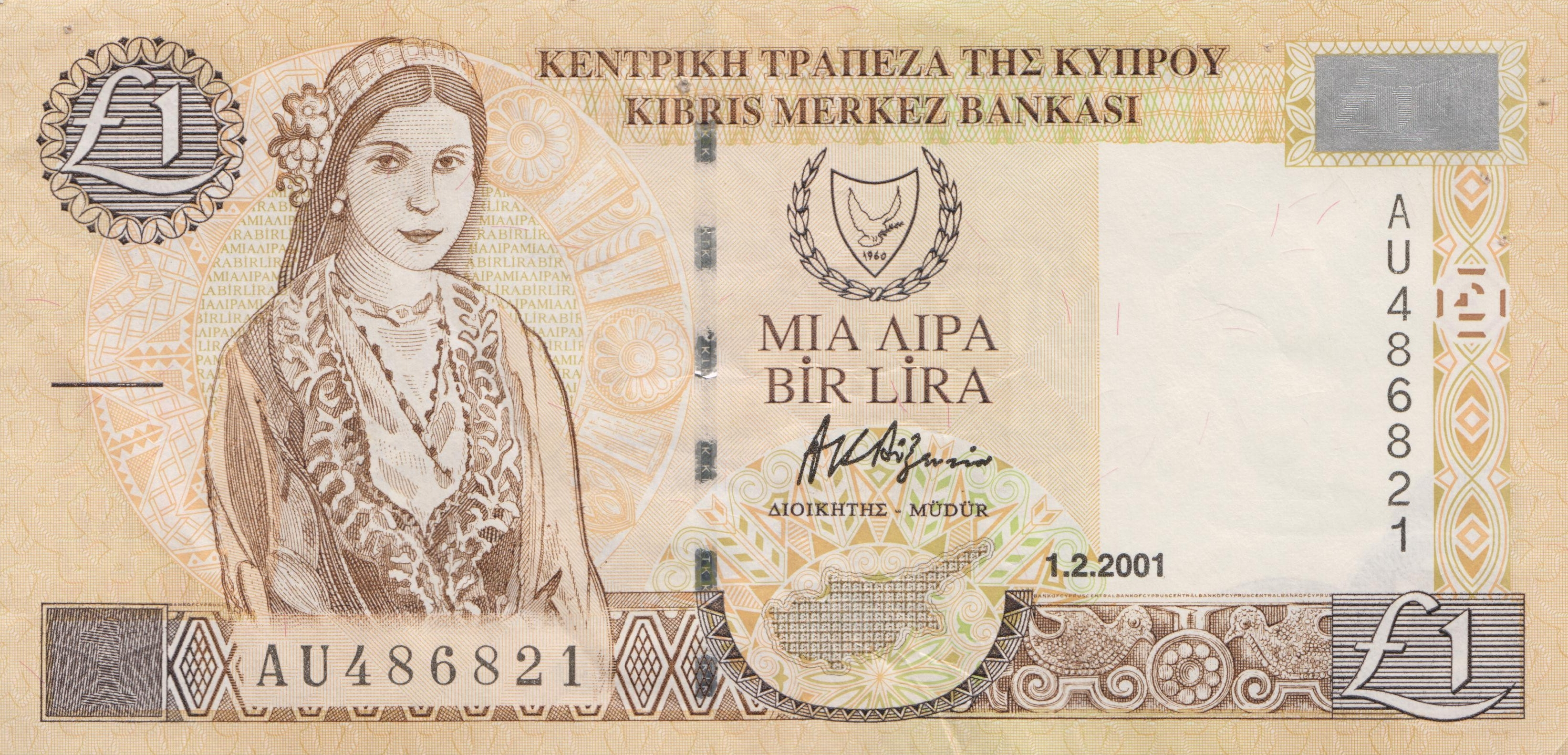
1 Zypern-Pfund, Banknote aus dem Jahr 2001

Das Zypern-Pfund (griechisch Λίρα Lira, türkisch Lira) war bis zum 31. Dezember 2007 die Währung der Republik Zypern inklusive der britischen Militärbasen Akrotiri und Dekelia und wurde von der Zentralbank von Zypern herausgegeben.
Zuletzt befanden sich Münzen zu 1, 2, 5, 10, 20 und 50 Cent, sowie Banknoten zu 1, 5, 10 und 20 Pfund im Umlauf.

## Geschichte
Das Zypern-Pfund wurde 1878 eingeführt und war im Verhältnis 1:1 am britischen Pfund gebunden. Mit der Unabhängigkeit der Insel 1960 war der Wechselkurs variabel, mit der Abwertung des britischen Pfund 1971 unterschied sich der Kurs erstmals signifikant. Die Unterteilung des zyprischen Pfunds war ab 1983 100 Cents (griechisch σεντ, türkisch sent), davor in 1000 Mils (μιλς, mil).
Das Zypern-Pfund wurde international nicht gehandelt. Die Geschäftsbanken setzten den Wechselkurs täglich gegenüber allen ausländischen Handelswährungen fest, während die Zentralbank das Zypern-Pfund täglich gegenüber dem Euro, dem US-Dollar und dem Pfund Sterling bewertete.
Die Banknoten waren auf der Vorderseite in den beiden Amtssprachen der Republik Zypern – Griechisch und Türkisch – beschriftet, die Rückseite trug englischsprachig den Nennwert und den Namen der ausgebenden CENTRAL BANK OF CYPRUS.

## Ein- und Ausfuhr von Devisen und Gold
Seit dem Beitritt zur EU bis zur Einführung des Euro konnten Devisen oder Gold bis zu einem Gegenwert von 7.300 C£ bzw. 12.500 € frei ein- und ausgeführt werden.

## Wechselkursmechanismus II und Euro

Wechselkurs zum Euro (1999–2007)

Die Republik Zypern ist am 1. Mai 2004 der EU beigetreten. Am 29. April 2005 erfolgte zusammen mit Malta und Lettland der Beitritt zum Wechselkursmechanismus II. Am 12. Februar 2007 hat die Republik Zypern offiziell den Antrag zur Aufnahme in die Europäische Wirtschafts- und Währungsunion (EWWU) gestellt. Am 16. Mai 2007 sprach sich die Europäische Kommission für die Aufnahme der Republik Zypern und von Malta in die Eurozone aus. Am 5. Juni stimmten als letzte Instanz die Finanzminister einstimmig für den Beitritt der Republik Zypern zur EWWU. Am 10. Juli 2007 setzen die EU-Finanzminister den Wechselkurs auf 1 Euro zu 0,585274 Pfund fest. Die Republik Zypern hat am 1. Januar 2008 den Euro als Bargeld eingeführt.